# Stazione di Guimarães
La stazione di Guimarães (in portoghese Estação de Guimarães) è la principale stazione ferroviaria di Guimarães, Portogallo. È capolinea della linea ferroviaria omonima.